# Datenkompression
Die Datenkompression (wohl lehnübersetzt und eingedeutscht aus dem englischen data compression) – auch (weiter eingedeutscht) Datenkomprimierung genannt – ist ein Vorgang, bei dem die Menge digitaler Daten reduziert wird. Dadurch sinkt der Speicherbedarf, und die Übertragungszeit der Daten verkürzt sich.

In der Nachrichtentechnik wird die Komprimierung von Nachrichten durch einen Sender als Quellenkodierung bezeichnet.
Grundsätzlich wird bei der Datenkompression versucht, redundante Informationen zu entfernen. Dazu werden die Daten in eine Darstellung überführt, mit der sich alle – oder zumindest die meisten – Informationen in kürzerer Form darstellen lassen. Diesen Vorgang übernimmt ein Kodierer, und man bezeichnet den Vorgang als Kompression oder Komprimierung. Die Umkehrung bezeichnet man als Dekompression oder Dekomprimierung.
Man spricht von verlustfreier Kompression, verlustfreier Kodierung oder Redundanzreduktion, wenn aus den komprimierten Daten wieder exakt die Originaldaten gewonnen werden können. Das ist beispielsweise bei der Kompression ausführbarer Programmdateien notwendig.
Bei der verlustbehafteten Kompression oder Irrelevanzreduktion können die Originaldaten aus den komprimierten Daten meist nicht mehr exakt zurückgewonnen werden, das heißt, ein Teil der Information geht verloren; die Algorithmen versuchen, möglichst nur „unwichtige“ Informationen wegzulassen. Solche Verfahren werden häufig zur Bild- oder Videokompression und Audiodatenkompression eingesetzt.

## Allgemein
Datenkompression findet heutzutage bei den meisten Fernübertragungen digitaler Daten statt. Sie hilft, Ressourcen bei der Übertragung oder Speicherung von Daten einzusparen, indem sie in eine Form verwandelt werden, die – abhängig von der Anwendung – möglichst minimal ist. Dabei können verlustlos nur Daten komprimiert werden, die in irgendeiner Form redundant sind. Ist keine Redundanz vorhanden – zum Beispiel bei völlig zufälligen Daten – ist verlustlose Kompression wegen der Kolmogorov-Komplexität prinzipiell unmöglich. Ebenso verbietet das Taubenschlagprinzip, dass jede beliebige Datei verlustlos komprimiert werden kann. Hingegen ist verlustbehaftete Kompression immer möglich: Ein Algorithmus ordnet die Daten danach, wie wichtig sie sind und verwirft die „unwichtigen“ dann. In der Auflistung, wie wichtig welche Bestandteile sind, kann stets mehr verworfen werden, indem die „Behalten-Schwelle“ entsprechend verschoben wird.
Bei der Datenkompression ist sowohl auf Sender- als auch auf Empfängerseite Berechnungsaufwand nötig, um die Daten zu komprimieren oder wiederherzustellen. Der Berechnungsaufwand ist jedoch bei verschiedenen Kompressionsmethoden sehr unterschiedlich. So sind etwa Deflate und LZO sowohl bei Kompression und Dekompression sehr schnell, während etwa LZMA unter großem Aufwand eine besonders weitgehende Kompression – und somit möglichst kleine Datenmengen – erzielt, während komprimierte Daten sehr schnell wieder in die ursprüngliche Form zurückgewandelt werden können. Dies erzwingt je nach Anwendungsgebiet eine unterschiedliche Wahl der Kompressionsmethode. Daher sind Kompressionsmethoden entweder auf Datendurchsatz, Energiebedarf oder die Datenreduktion optimiert, und die Kompression hat somit nicht immer eine möglichst kompakte Darstellung als Ziel. Deutlich wird der Unterschied bei diesen Beispielen:
- Werden Video- oder Tonaufnahmen live gesendet, müssen Kompression und Wiederherstellung möglichst schnell durchgeführt werden. Qualitätseinbußen sind vertretbar, wenn dafür die maximale (mögliche) Übertragungsrate eingehalten wird. Dies gilt beispielsweise für Telefongespräche, wo der Gesprächspartner oft auch bei schlechter Tonqualität noch verstanden wird.
- Wird eine einzelne Datei von unzähligen Nutzern heruntergeladen, lohnt sich ein langsamer, aber sehr leistungsfähiger Kompressions-Algorithmus. Die reduzierte Bandbreite bei der Übertragung macht den Zeitaufwand der Kompression leicht wett.
- Bei der Datensicherung und der Archivierung von Daten muss ein Algorithmus verwendet werden, der gegebenenfalls auch in ferner Zukunft verwendet wird. In diesem Fall kommen nur verbreitete, bewährte Algorithmen in Frage, die mitunter nicht die besten Kompressionsraten aufweisen.
- Auch die Art der Daten ist relevant für die Auswahl der Kompressionsmethode. Zum Beispiel haben die beiden auf unixoiden Betriebssystemen gebräuchlichen Kompressions-Programme gzip und bzip2 die Eigenschaften, dass gzip nur 32.000 Bytes große Blöcke komprimiert, während bzip2 900.000 Bytes Blockgröße aufweist. Redundante Daten werden nur innerhalb dieser Blöcke komprimiert.

Mitunter werden die Daten vor der Kompression noch in eine andere Darstellung transformiert. Das ermöglicht einigen Verfahren die Daten anschließend effizienter zu komprimieren. Dieser Vorverarbeitungsschritt wird Präkodierung genannt. Ein Beispiel dafür ist die Burrows-Wheeler-Transformation und Move to front bei bzip2.
Das Fachgebiet der Datenkompression überschneidet sich zum Teil mit Informationstheorie und künstlicher Intelligenz, und im Bereich der verlustbehafteten Datenkompression auch mit Wahrnehmungspsychologie (s. weiter unten). Informationstheorie ist insofern betroffen, weil die Dateigröße eines bestmöglich komprimierten Datensatzes direkt den Informationsgehalt dieses Datensatzes angibt.
Kann ein Kompressionsalgorithmus lernen, unter welchen Umständen auf die Zeichenkette "ABC" ein "D" folgt, muss das "D" in der komprimierten Datei gar nicht gespeichert werden – bei der Wiederherstellung der ursprünglichen Datei weiß der Algorithmus, an welchen Stellen ein "D" einzufügen ist. Obwohl noch kein derartiger Kompressionsalgorithmus in der Praxis verwendet wird, sind diverse Kompressionsverfahren, die künstliche neuronale Netzwerke und maschinelles Lernen verwenden, in Entwicklung.

### Grenzen der Komprimierbarkeit

#### Verlustbehaftete Kompression
Verlustbehaftete Kompression ist, wie oben beschrieben, stets möglich – die Schwelle, was als „redundant“ gilt, kann so lange heraufgesetzt werden, bis nur noch 1 Bit übrig bleibt. Die Grenzen sind fließend und werden durch den Anwendungsfall bestimmt: Zum Beispiel könnte "Das Haus ist groß" zu "Das Haus ist gr" komprimiert werden; will der Leser wissen "welche Eigenschaft hat das Haus?", so ist nicht mehr unterscheidbar, ob es "grau", "grün" oder "groß" ist. Will der Leser wissen "wurde etwas über ein Haus gesagt?", so kann das noch immer eindeutig bejaht werden.
Bei verlustbehafteter Bildkompression gehen zunehmend Details verloren/werden unscharf, schließlich „verschwimmt alles“ zu einer Fläche mit einheitlicher Farbe; eine Audio-Aufnahme wird meist dumpfer und undeutlicher, sie würde nach größtmöglicher Kompression bei den meisten Algorithmen nur noch einen einfachen Sinuston aufweisen.

#### Verlustfreie Kompression
Bei verlustfreier Kompression gelten sehr viel engere Grenzen, da gewährleistet sein muss, dass die komprimierte Datei wieder in die Originaldatei rücktransformiert werden kann.
Die Kolmogorow-Komplexität befasst sich mit der kleinstmöglichen "Anleitung", die notwendig ist, um aus den komprimierten Daten die Originaldaten wiederherzustellen. So zum Beispiel lässt sich die Zahl "100000000000000000000000000000000000" sehr einfach komprimieren: "Schreibe 1 und dann 35 Nullen", was eine Kompression von 36 auf 29 Zeichen darstellt. Ebenfalls lassen sich beliebig viele Nachkommastellen der Kreiszahl Pi mit ihrer Berechnungsvorschrift komprimieren – wobei der Kompressionsalgorithmus dann erkennen müsste, dass es sich um die Zahl Pi handelt. Zu beachten ist, dass bei komprimierten Dateien der Wiederherstellungs-Algorithmus ebenfalls zur Dateigröße hinzugerechnet werden müsste, da jede komprimierte Datei ohne einen solchen Algorithmus wertlos ist. So ließe sich die obige Zahl auch mit "10^35" oder "1e35" komprimieren, wobei dann der Leser von der Wiederherstellungsmethode, nämlich der Potenzschreibweise, Kenntnis haben muss. Weist eine Zeichenkette aber keinerlei erkennbare Struktur/Besonderheiten auf, dann ist eine Kompression nicht möglich – die Anleitung müsste die unveränderten Originaldaten beinhalten.
Ein weiterer Grund für die Unkomprimierbarkeit mancher Daten ist das sogenannte Taubenschlagprinzip: Gibt es weniger Nistplätze für Tauben als es Tauben im Taubenschlag gibt, müssen sich zwangsläufig zwei oder mehr Tauben einen Nistplatz teilen. Auf einem n bit großen Speicherplatz kann man eine von 2n möglichen Informationen abspeichern, und auf einem Speicherplatz, der um ein bit kleiner ist, kann man folglich nur eine von halb so viel möglichen Informationen speichern: 16 bits → 216 = 65536 mögliche Informationen, 15 bits → 215 = 32768 mögliche Informationen. Unter der Annahme, man könne jede mögliche Datei um ein bit verkleinern, würde dies nach dem Taubenschlagprinzip bedeuten, dass jeder Speicherplatz gleichzeitig zwei verschiedene komprimierte Dateien enthalten müsste. Da aber in der verlustfreien Kompression eine umkehrbar eindeutige Zuordnung zwischen komprimierter und unkomprimierter Datei bestehen muss, verbietet sich dies.
Gälte das Taubenschlagprinzip nicht, und gäbe es einen Algorithmus, der jede beliebige Datei um mindestens ein Bit komprimieren kann, könnte dieser rekursiv auf die jeweils komprimierte Datei angewendet werden – jede beliebige Information ließe sich auf 0 bit reduzieren. In der Praxis lassen sich nur dann bereits komprimierte Daten nochmals komprimieren, wenn im vorherigen Durchlauf ein nicht 100%ig effizienter Algorithmus verwendet wurde, welcher die Redundanz noch nicht vollständig entfernt hat (z. B. eine sehr große Datei voller Nullen wird zwei Mal mit gzip komprimiert).
Aus diesen beiden Tatsachen ergibt sich die Schlussfolgerung, dass rein zufällige Daten (höchstwahrscheinlich) unkomprimierbar sind (da sie zumeist keine Struktur aufweisen), und dass zwar viele, aber nicht alle, Daten komprimiert werden können. Zwei Preisgelder, 100 Dollar für die erfolgreiche Kompression von einer Million zufälliger Ziffern und 5000 Dollar für die erfolgreiche Kompression einer Datei beliebiger Länge, die vom Preisstifter, Mike Goldman, erzeugt wird, wurden noch nicht ausbezahlt.

## Verlustfreie Kompression
Bei der verlustfreien Kompression können die Originaldaten exakt aus den komprimierten Daten wiederhergestellt werden. Dabei geht keinerlei Information verloren. Im Wesentlichen nutzen verlustfreie Kompressionsverfahren die Redundanz von Daten aus, man spricht auch von Redundanzreduktion.
Die theoretische Grundlage bildet die Informationstheorie (verwandt mit der algorithmischen Informationstheorie). Sie gibt durch den Informationsgehalt eine minimale Anzahl an Bits vor, die zur Kodierung eines Symbols benötigt werden. Verlustlose Kompressionsverfahren versuchen nun Nachrichten so zu kodieren, dass sie sich ihrer Entropie möglichst gut annähern.

### Beispiele anhand von Texten
Der Vorteil von Texten besteht darin, dass deren kleinste Informationseinheit (das Textzeichen) aller Regel einem Byte entspricht. Im einfachsten Fall kann eine Häufigkeitsanalyse der Bytes erstellt werden, und diese Bytes werden durch die kürzestmögliche Abfolge von Bits ersetzt, wobei ein umkehrbar eindeutiger Zusammenhang bestehen muss. Hier werden Kompressionsmethoden mittels Text-Beispielen erklärt, auch wenn Software zur Datenkompression immer binäre Daten verarbeiten.
Textdateien können in der Regel auf 15–30 % der ursprünglichen Größe komprimiert werden. Bei Programmcode etwa ist der Kompressionsgrad natürlich höher, da der Programmierer zwangsläufig Schlüsselwörter in ganz bestimmten, vorgegebenen Zusammenhängen einsetzen muss. Eine bloße Liste von Worten ohne Zusammenhang wird relativ schlecht komprimiert, während bei natürlichem Text der Kompressionsgrad mittelmäßig ausfällt.
In der Praxis werden verschiedene Methoden nacheinander angewendet. gzip und ZIP verwenden zuerst eine Wörterbuchmethode, und danach eine Entropiekodierung. Sehr schnelle Methoden wie Lempel-Ziv-Oberhumer verwenden lediglich eine Wörterbuch-Kompression. In der komprimierten Datei wird auch eine Prüfsumme der ursprünglichen Daten abgelegt – um zu gewährleisten, dass bei der Dekompression die originalen Daten wieder hergestellt werden.

#### Wörterbuchmethode
Die einfachste Kompression von Text ist die tokenbasierte Kompression. Häufig wiederkehrende Schlüsselwörter werden durch Abkürzungen, Tokens, ersetzt.
```
Ausgangstext: Print "Hallo"; Print "Hier"
Kodiertext: 3F "Hallo"; 3F "Hier"
```

Für die Zuordnung der Tokens zu den eigentlichen Wörtern muss entweder ein externes Wörterbuch vorhanden sein, oder in der komprimierten Datei ersichtlich/mit enthalten sein.
Der zu komprimierende Text kann aber auch als sein eigenes Wörterbuch dienen. Dafür muss aber eine Referenz eingefügt werden:
```
Ausgangstext: AUCH EIN KLEINER BEITRAG IST EIN BEITRAG
Kodiertext: AUCH EIN KLEINER BEITRAG IST /2 /4
```

Hier wurde erkannt, dass die Wörter EIN und BEITRAG zweimal auftauchen, und dadurch angegeben, dass diese mit den Wörtern übereinstimmen, die 2 beziehungsweise 4 Stellen zurückliegen. Bei genauerer Betrachtung könnte dann auch das in KLEINER enthaltene EIN entsprechend kodiert werden.
Da in der Praxis keine Texte mit erkennbaren Wörtern, sondern Abfolgen von Bytes komprimiert werden müssen, muss eine eindeutige Referenz eingefügt werden
```
Kodiertext 1: AUCH EIN KLEINER BEITRAG IST[24,5]BEITRAG
Kodiertext 1: AUCH EIN KLEINER BEITRAG IST[24,5][11,7]
```

Im ersten Durchlauf wurde die Wiederholung des "EIN" erkannt, und durch eine Referenz ersetzt, mit Angabe der Länge: " EIN " (mit Leerzeichen) kommt 24 Bytes vorher schon einmal vor, und der ersetzte Text ist 5 Bytes lang. Im zweiten Durchlauf wurde "BEITRAG" erkannt und auf die gleiche Weise ersetzt.

#### Run length encoding (RLE)
Bei der RLE, deutsch Lauflängenkodierung, werden identische Textbestandteile, die hintereinander stehen, nur einmal abgespeichert – mit der Anzahl ihrer Wiederholungen. Hier wird „10 Grad,“ drei Mal wiederholt:
```
Ausgangstext: In den letzten Tagen betrug die Temperatur 10 Grad, 10 Grad, 10 Grad, und dann 14 Grad.
Kodiertext: In den letzten Tagen betrug die Temperatur/3/ 10 Grad,/ und dann 14 Grad.
```

Die Burrows-Wheeler-Transformation, bekannt von bzip2, ist eine umkehrbare Operation, welche einen gegebenen Text so umformt, dass dieselben Buchstaben möglichst oft gleich hintereinander stehen. So können die Daten dann mit RLE komprimiert werden.

#### Entropiekodierung
Verfahren der so genannten Entropiekodierung:
- Huffman-Code (in modifizierter Form zum Beispiel für die Fax-Übertragung).
- Arithmetische Kodierung[4]

Der bekannte Morse-Code funktioniert nach einem ähnlichen Prinzip und dient als gutes Beispiel: Häufige Buchstaben der englischen Sprache (z. B. E = .) werden als kurze Codes abgespeichert, seltene als lange Codes (z. B. Q = _ _ . _).
Als Beispiel ein Ausgangstext von 66 Zeichen Länge (Datenmenge 462 Bit bei 7 Bit pro Zeichen, siehe ASCII):
```
WENN HINTER FLIEGEN FLIEGEN FLIEGEN, FLIEGEN FLIEGEN FLIEGEN NACH.
```

Eine sehr einfache, aber nicht sehr effiziente Entropiekodierung besteht darin, alle Teile einer Nachricht (siehe Tabelle; „_“ steht für das Leerzeichen) nach ihrer Häufigkeit zu sortieren, und mittels binären Zahlen zu nummerieren:
| Textteil… | …wird ersetzt durch… |
| --------- | -------------------- |
| _FLIEGEN  | 1                    |
| WENN_     | 10                   |
| _NACH.    | 11                   |
| HINTER    | 100                  |
| ,         | 101                  |

Der mit diesem Wörterbuch komprimierte Text lautet
```
10 100 1 1 1 101 1 1 1 11
```

und benötigt in binärer Kodierung 50 Bit, denn das Ergebnis enthält drei verschiedene Zeichen (0, 1 und das Trennzeichen „ “), also 2 Bit pro Zeichen. Die Trennzeichen sind hier notwendig, da dieser Code nicht präfixfrei ist. Der präfixfreie Huffman-Code, also folgendes Wörterbuch,
| Textteil… | …wird ersetzt durch… |
| --------- | -------------------- |
| _FLIEGEN  | 1                    |
| WENN_     | 011                  |
| _NACH.    | 010                  |
| HINTER    | 001                  |
| ,         | 000                  |

ist effizienter, denn es führt direkt zu einem binären Ergebnis von 18 Bit Länge:
```
011001111000111010
```

In beiden Fällen muss aber auch das Wörterbuch in der komprimierten Datei abgespeichert werden – sonst lässt sich der Ausgangstext nicht rekonstruieren.
Ähnlich wie die oben erwähnte Burrows-Wheeler-Transformation bereitet Move-to-Front die Daten vor, damit sie besser mit einem Entropiekodierer komprimiert werden können.

#### Markow-Ketten
Einen Schritt weiter geht die Verwendung von Techniken, die den Markow-Ketten ähneln. Diese werden beispielsweise in der LZMA-Methode eingesetzt. Dabei wird berechnet, wie hoch die Wahrscheinlichkeit ist, dass ein bestimmter Text als Nächstes erscheint – abhängig von einer definierten Anzahl aktueller Zeichen.
In diesem Beispiel (ohne Komma) tastet der Algorithmus alle Buchstaben ab und berechnet die Häufigkeiten der darauf folgenden Textbestandteile. Diese Häufigkeiten werden dann für die oben beschriebene Entropiekodierung eingesetzt. Bei „N“ würde Folgendes geschehen:
```
WE
NN
 HI
N
TER FLIEGE
N
 FLIEGE
N
 FLIEGE
N
 FLIEGE
N
 FLIEGE
N
 FLIEGE
N
 
N
ACH.
```

Es folgt auf ein „N“ sehr häufig der Text „ FLIEGE“, während das Leerzeichen „ “ zwei Mal und die restlichen Fälle nur je einmal vorkommen. Das Resultat ist:
```
WEN
N1
HINTER FLIEGE
N0N0N0N0N0N1
NACH.
```

Dabei ist N0 die Entropiekodierung von „N FLIEGE“, und „N1“ bedeutet „N “. Das „N“ ohne Leerzeichen und die anderen Fälle (z. B. „NACH“) werden ignoriert, da eine Substitution den Text noch länger machen würde, oder weil es sinnlos ist, den ohnehin nur einmal vorkommenden Textteil in die Entropiekodierung auszulagern.
Markow-Ketten eignen sich sehr gut für die Kompression von natürlichem Text. Etwa ist die Wahrscheinlichkeit, dass auf die Buchstaben „Ka“ die Zeichen „nada“, „tze“, „stration“, „sse“ oder „ntate“ folgen, je nach Text unterschiedlich hoch. Bei der Erstellung der Markow-Kette wird dies berücksichtigt; die jeweils häufigeren Fortsetzungen von „Ka“ erhalten durch die Entropiekodierung den kürzeren Platzhalter. Erwähnt der Text „Katze“ sehr häufig, „Kasse“ gelegentlich und „Kastration“ selten, würde ersteres wohl mit Ka0 ersetzt, und die beiden letzten mit Ka10 und Ka11. Ebenso können Markow-Ketten grammatikalische Strukturen abbilden: Auf "Ich" folgt sehr oft ein Verb in der 1. Person; nach "ist" steht oft ein Adjektiv. Prediction by Partial Matching und Context Mixing führen diese Idee noch weiter.

## Verlustbehaftete Kompression
Bei der verlustbehafteten Kompression werden irrelevante Informationen entfernt, man spricht auch von Irrelevanzreduktion. Dabei geht ein Teil der Information aus den Originaldaten verloren, sodass aus den komprimierten Daten nicht mehr das Original rekonstruiert werden kann.
Es wird ein Modell benötigt, das entscheidet, welcher Anteil der Information für den Empfänger entbehrlich ist. Verlustbehaftete Kompression findet meist in der Bild-, Video- und Audio-Übertragung Anwendung. Als Modell wird dort die menschliche Wahrnehmung zugrunde gelegt. Ein populäres Beispiel ist das Audio-Format MP3, das Frequenzmuster entfernt, die der Mensch schlecht oder gar nicht hört.
Die theoretische Grundlage bildet die Rate-Distortion-Theorie. Sie beschreibt, welche Datenübertragungsrate mindestens nötig ist, um Informationen mit einer bestimmten Güte zu übertragen.

### Bilder, Videos und Tonaufnahmen

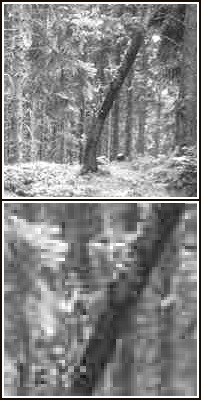
Bei stark komprimierten Bildern im JPEG-Format zeichnen sich 8 × 8 Pixel große Quadrate als Kompressionsartefakte ab. Oben Originalgröße, unten Ausschnittsvergrößerung

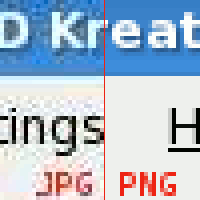
Vergleich der Kompressionsartefakte im JPEG-Format mit dem verlustfreien PNG-Format

Ton, Bild und Film sind Einsatzgebiete verlustbehafteter Kompression. Anders wären die oftmals enormen Datenmengen sehr schwer zu handhaben. Bereits die Aufnahmegeräte begrenzen das Datenvolumen. Die Reduktion der gespeicherten Daten orientiert sich an den physiologischen Wahrnehmungseigenschaften des Menschen. Die Kompression durch Algorithmen bedient sich dabei typischerweise der Wandlung von Signalverläufen von Abtastsignalen in eine Frequenzdarstellung.
In der akustischen Wahrnehmung des Menschen werden Frequenzen oberhalb von ca. 20 kHz nicht mehr wahrgenommen und können bereits im Aufnahmesystem beschnitten werden. Ebenso werden existierende, leise Nebentöne in einem Klanggemisch nur schwer wahrgenommen, wenn zur exakt gleichen Zeit sehr laute Töne auftreten, so dass die unhörbaren Frequenzanteile vom Daten-Kompressions-System entfernt werden können (siehe Psychoakustik), ohne dass dies als störend vom Hörer wahrgenommen würde. Der Mensch kann bei einer Reduktion digitalisierter, akustischer Ereignisse (Musik, Sprache, Geräusche) auf Werte um etwa 192 kbit/s (wie bei vielen Internet-Downloads) kaum oder gar keine Qualitätsunterschiede zum unkomprimierten Ausgangsmaterial (so bei einer CD) feststellen.
In der optischen Wahrnehmung des Menschen werden Farben weniger stark aufgelöst als Helligkeitsänderungen, daraus leitet sich die schon beim analogen Farbfernsehen bekannte YUV-422 Reduzierung ab. Kanten sind dagegen bedeutsamer, und es existiert eine biologische Kontrastanhebung (Machsche Streifen). Mit moderater Tiefpassfilterung zur Farbreduktion, zum Beispiel durch den auf DCT-Transformation basierenden JPEG-Algorithmus oder den neueren auf Wavelet-Transformation basierenden JPEG2000-Algorithmus, lässt sich die Datenmenge meist auf 10 % oder weniger der ursprünglichen Datenmenge reduzieren, ohne deutliche Qualitätsverringerungen.
Bewegtbilder (Filme) bestehen aus aufeinanderfolgenden Einzelbildern. Erster Ansatz war, jedes Bild einzeln gemäß JPeg-Algorithmus zu komprimieren. Das resultierende Format ist Motion JPEG (entspricht MPEG-1, wenn dieses nur I-Frames enthält). Die heutzutage sehr viel höheren Kompressionsraten sind nur erreichbar, wenn man bei der Kodierung die Ähnlichkeit von benachbarten Bildern (englisch Frames) berücksichtigt. Dazu wird das Bild in kleinere Kästchen (typische Größen liegen zwischen 4×4 und 16×16 Pixel) zerlegt und es werden ähnliche Kästchen in schon übertragenen Bildern gesucht und als Vorlage verwendet. Die Einsparung ergibt sich daraus, dass statt des gesamten Bildinhalts nur noch die Unterschiede der an sich ähnlichen Kästchen übertragen werden müssen. Zusätzlich wird aus den Änderungen vom vorherigen zum aktuellen Bild gefolgert, in welche Richtung sich Bildinhalte wie weit verschoben haben; für den entsprechenden Bereich wird dann nur ein Verschiebungsvektor gespeichert.

#### Kompressionsartefakte
Als Kompressionsartefakte bezeichnet man Signalstörungen, die durch die verlustbehaftete Kompression verursacht werden.

## Anwendung in der Nachrichtentechnik

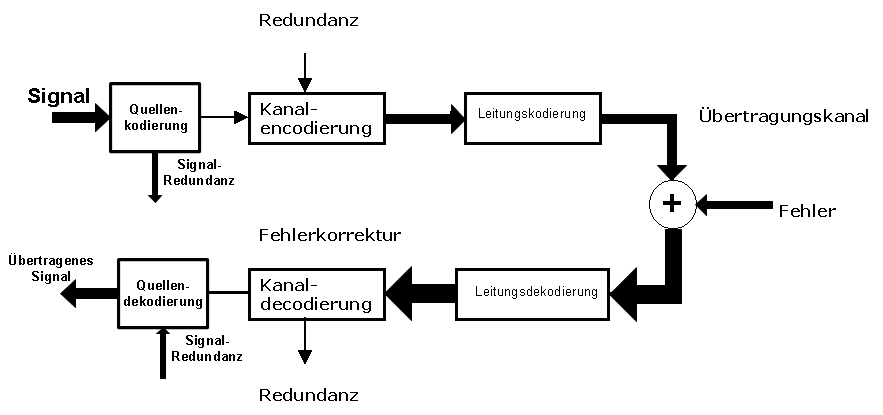
Nutzung von Quellen-, Kanal- und Leitungskodierung zur Übertragung eines Signals

Bei der Datenübertragung wird häufig die zu übertragende Datenmenge durch Kompression reduziert. In so einem Fall spricht man dann auch von Quellenkodierung. Die Quellenkodierung wird dabei häufig zusammen mit Kanalkodierung und Leitungskodierung verwendet, sollte aber nicht mit diesen verwechselt werden: Während die Quellencodierung überflüssige (redundante) Information einer Datenquelle reduziert, hat die Kanalcodierung die Aufgabe, durch zusätzlich eingebrachte Redundanz Übertragungs- bzw. Speicherfehler im Rahmen der Datenübertragung erkennen und korrigieren zu können. Die Leitungskodierung hingegen nimmt eine spektrale Anpassung des Signals an die Anforderungen des Übertragungskanals vor.

## Zeittafel der Kompressions-Algorithmen
Die jahrhundertealte Stenografie kann als Datenkompression angesehen werden, welche der Handschrift eine möglichst hohe Datenrate verleiht.
1833–1865 Entwicklung des Morse-Codes, welcher häufige Buchstaben in kurze Zeichen übersetzt und seltene Buchstaben in längere, was die Idee der Entropiekodierung vorzeichnet
1883 David Forsyth, Schachspieler und Journalist, publiziert eine Methode, mit welcher auf platzsparende Weise die Position von Schach-Figuren mit Lauflängenkodierung festgehalten wird → Forsyth-Edwards-Notation
1949 Informationstheorie, Claude Shannon
1949 Shannon-Fano-Kodierung
1952 Huffman-Kodierung, static
1964 Konzept der Kolmogorow-Komplexität
1975 Integer coding scheme, Elias
1977 Lempel-Ziv-Verfahren LZ77
1978 Lempel-Ziv-Verfahren LZ78
1979 Bereichskodierung (eine Implementierung arithmetischer Kodierung)
1982 Lempel-Ziv-Storer-Szymanski (LZSS)
1984 Lempel-Ziv-Welch-Algorithmus (LZW)
1985 Apostolico, Fraenkel, Fibonacci coding
1986 Move to front, (Bentley et al., Ryabko)
1991 Reduced Offset Lempel Ziv (ROLZ, auch LZRW4, Lempel Ziv Ross Williams)
1994 Burrows-Wheeler-Transformation (bzip2)
1995 zlib, freie Standardbibliothek für Deflate
1996 Lempel-Ziv-Oberhumer-Algorithmus (LZO), sehr schnelle Kompression
1997 Sequitur
1998 Lempel-Ziv-Markow-Algorithmus (LZMA)
2006 Hutter-Preis für beste Datenkompression
2009 PAQ, höchste Kompressionsraten auf Kosten sehr langer Laufzeit; Verwendung eines neuronalen Netzwerks (heute ZPAQ)
2011 Snappy, schneller Kodierer von Google
2011 LZ4, sehr schneller Kodierer
2013 zopfli, verbesserter Deflate-Kodierer
2015 Brotli, starke Kompression

## Bekannte Methoden zur Quellcodierung
| verlustbehaftet                  | beides möglich | verlustfrei    |
| -------------------------------- | -------------- | -------------- |
| AAC (MPEG)                       |                |                |
|                                  |                | Aiff           |
|                                  |                | ALS (MPEG)     |
|                                  |                | Apple Lossless |
|                                  | ATRAC          |                |
| DjVu                             |                |                |
| Dolby Digital                    |                |                |
|                                  | DTS            |                |
|                                  |                | FLAC           |
|                                  |                | Monkey’s Audio |
| G.729                            |                |                |
|                                  |                | GIF            |
|                                  |                | HuffYUV        |
|                                  | JPEG           |                |
|                                  | JPEG 2000      |                |
|                                  |                | LA             |
| MJPEG                            |                |                |
| MP2 (MPEG)                       |                |                |
| MP3 (MPEG)                       |                |                |
| MPEG-1                           |                |                |
| MPEG-2                           |                |                |
| MPEG-4 (siehe H.264, Xvid, DivX) |                |                |
| Musepack                         |                |                |
|                                  | PGF            |                |
|                                  |                | PNG            |
|                                  |                | TGA            |
|                                  | TIFF           |                |
| Vorbis (Ogg)                     |                |                |
|                                  | WavPack        |                |
|                                  | WebP           |                |
|                                  | WMA            |                |
| WMV                              |                |                |

|  | Bilder |  | Audio |  | Video |
|  | ------ |  | ----- |  | ----- |

### Datenübertragung
- MNP-1 bis MNP-10 (Microcom Networking Protocol)

Fehlerkorrektur- und Datenkompressionsprotokolle der Firma Microcom Inc. für Modems, ein jahrelanger Standard. Wurde verbessert durch:
- V.42bis – Datenkompressionsprotokoll der ITU-T

## Biologie
Sinneswahrnehmungen werden gefiltert, was auch eine Art der Kompression darstellt, genauer eine verlustbehaftete Kompression, da nur aktuell relevante Informationen wahrgenommen werden. Fehlendes wird bei Bedarf unbewusst ersetzt. So sehen menschliche Augen beispielsweise nur in einem kleinen Bereich (Fovea centralis) scharf, außerhalb dieses engen Blickfeldes werden fehlende Informationen durch Muster unbewusst ersetzt. Ebenso kann das menschliche Auge Helligkeitsunterschiede wesentlich besser wahrnehmen als Unterschiede im Farbton – diesen Umstand nutzt das in JPEG-Bildern verwendete YCbCr-Farbmodell und speichert den Farbwert mit einer wesentlich geringeren Präzision ab.
Auch beim Hören werden schwache oder fehlende Signale unbewussterweise ersetzt, was sich Algorithmen wie MPEG (MP3) oder Vorbis zunutze machen.